# Kỷ lục chuyển nhượng bóng đá Anh

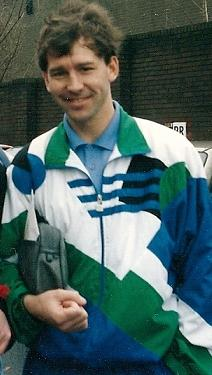
Bryan Robson là cầu thủ có giá chuyển nhượng cao nhất vào năm 1981

Đây là danh sách Kỷ lục chuyển nhượng bóng đá Anh. Kỷ lục chuyển nhượng dành cho một cầu thủ Premier League tăng đều đặn qua từng năm. Trước khi bắt đầu mùa giải đầu tiên của Premier League, Alan Shearer mới trở thành cầu Anh có mức chuyển nhượng trên 3 triệu bảng. Các kỷ lục tăng đều đặn trong vài mùa giải đầu tiên ở Premier League, cho đến khi Alan Shearer đã phá vỡ kỷ lục 15 triệu bảng khi chuyển tới Newcastle United vào năm 1996. 
Ba kỉ lục chuyển nhượng cao nhất lịch sử thể thao thì đều là các câu lạc bộ Premier League bán đi, khi Tottenham Hotspur bán Gareth Bale cho Real Madrid với giá 85 triểu bảng năm 2013, Manchester United bán Cristiano Ronaldo cho  Real Madrid với mức giá 80 triệu bảng năm 2009, và Liverpool bán Luis Suárez cho Barcelona thu về 75 triệu năm 2014.

## Kỷ lục chuyển nhượng bóng đá Anh
| Ngày    | Cầu thủ              | Từ                      | Đến                     | Số tiền     | Ghi chú       |
| ------- | -------------------- | ----------------------- | ----------------------- | ----------- | ------------- |
| 1893    | Willie Groves        | West Bromwich Albion    | Aston Villa             | £100        | [ 5 ]         |
| 1/1904  | Andy McCombie        | Sunderland              | Newcastle United        | £700        | [ 6 ]         |
| 2/1905  | Alf Common           | Sunderland              | Middlesbrough           | £1,000      | [ 7 ]         |
| 2/1911  | John Simpson         | Falkirk                 | Blackburn Rovers        | £1,800      | [ 8 ]         |
| 3/1913  | George Utley         | Barnsley                | Sheffield United        | £2,000      | [ 9 ]         |
| 2/1914  | Percy Dawson         | Heart of Midlothian     | Blackburn Rovers        | £2,500      | [ 10 ]        |
| 2/1922  | Syd Puddefoot        | West Ham United         | Falkirk                 | £5,000      | [ 7 ]         |
| 3/1922  | Warney Cresswell     | South Shields           | Sunderland              | £5,500      | [ 7 ]         |
| 5/1925  | Bob Kelly            | Burnley                 | Sunderland              | £6,500      | [ 7 ]         |
| 10/1928 | David Jack           | Bolton Wanderers        | Arsenal                 | £10,890     | [ 11 ]        |
| 3/1938  | Bryn Jones           | Wolverhampton Wanderers | Arsenal                 | £14,500     | [ 7 ]         |
| 9/1947  | Billy Steel          | Morton                  | Derby County            | £15,500     | [ 12 ]        |
| 11/1947 | Tommy Lawton         | Chelsea                 | Notts County            | £20,000     | [ 13 ] [ 14 ] |
| 2/1948  | Len Shackleton       | Newcastle United        | Sunderland              | £20,500     | [ 15 ] [ 16 ] |
| 2/1949  | Johnny Morris        | Manchester United       | Derby County            | £24,000     | [ 7 ]         |
| 12/1949 | Eddie Quigley        | Sheffield Wednesday     | Preston North End       | £26,500     | [ 7 ]         |
| 10/1950 | Trevor Ford          | Aston Villa             | Sunderland              | £30,000     | [ 17 ]        |
| 3/1951  | Jackie Sewell        | Notts County            | Sheffield Wednesday     | £34,500     | [ 17 ]        |
| 7/1955  | Eddie Firmani        | Charlton Athletic       | Sampdoria               | £35,000     | [ 17 ]        |
| 4/1957  | John Charles         | Leeds United            | Juventus                | £65,000     | [ 17 ]        |
| 6/1961  | Denis Law            | Manchester City         | Torino                  | £100,000    | [ 17 ]        |
| 7/1962  | Denis Law            | Torino                  | Manchester United       | £115,000    | [ 17 ]        |
| 6/1968  | Allan Clarke         | Fulham                  | Leicester City          | £150,000    | [ 17 ]        |
| 6/1969  | Allan Clarke         | Leicester City          | Leeds United            | £165,000    | [ 17 ]        |
| 3/1970  | Martin Peters        | West Ham United         | Tottenham Hotspur       | £200,000    | [ 17 ]        |
| 12/1971 | Alan Ball            | Everton                 | Arsenal                 | £220,000    | [ 17 ]        |
| 8/1972  | David Nish           | Leicester City          | Derby County            | £225,000    | [ 18 ]        |
| 2/1974  | Bob Latchford        | Birmingham City         | Everton                 | £350,000    | [ 19 ]        |
| 6/1977  | Kevin Keegan         | Liverpool               | Hamburg                 | £500,000    | [ 20 ]        |
| 1/1979  | David Mills          | Middlesbrough           | West Bromwich Albion    | £516,000    | [ 20 ]        |
| 2/1979  | Trevor Francis       | Birmingham City         | Nottingham Forest       | £1,180,000  | [ 17 ]        |
| 9/1979  | Steve Daley          | Wolverhampton Wanderers | Manchester City         | £1,450,000  | [ 17 ]        |
| 9/1979  | Andy Gray            | Aston Villa             | Wolverhampton Wanderers | £1,469,000  | [ 17 ]        |
| 10/1981 | Bryan Robson         | West Bromwich Albion    | Manchester United       | £1,500,000  | [ 17 ]        |
| 5/1984  | Ray Wilkins          | Manchester United       | Milan                   | £1,500,000  | [ 17 ]        |
| 5/1986  | Mark Hughes          | Manchester United       | Barcelona               | £2,300,000  | [ 17 ]        |
| 6/1987  | Ian Rush             | Liverpool               | Juventus                | £3,200,000  | [ 17 ]        |
| 7/1989  | Chris Waddle         | Tottenham Hotspur       | Marseille               | £4,250,000  | [ 17 ]        |
| 7/1991  | David Platt          | Aston Villa             | Bari                    | £5,500,000  | [ 17 ]        |
| 8/1991  | Trevor Steven        | Rangers                 | Olympique de Marseille  | £5,500,000  | [ 21 ]        |
| 6/1992  | Paul Gascoigne       | Tottenham Hotspur       | Lazio                   | £5,500,000  | [ 17 ]        |
| 1/1995  | Andy Cole            | Newcastle United        | Manchester United       | £7,000,000  | [ 22 ]        |
| 6/1995  | Dennis Bergkamp      | Internazionale          | Arsenal                 | £7,500,000  | [ 17 ]        |
| 6/1995  | Stan Collymore       | Nottingham Forest       | Liverpool               | £8,500,000  | [ 23 ]        |
| 7/1996  | Alan Shearer         | Blackburn Rovers        | Newcastle United        | £15,000,000 | [ 24 ]        |
| 8/1999  | Nicolas Anelka       | Arsenal                 | Real Madrid             | £22,500,000 | [ 17 ]        |
| 7/2001  | Juan Sebastián Verón | Lazio                   | Manchester United       | £28,100,000 | [ 25 ]        |
| 7/2002  | Rio Ferdinand        | Leeds United            | Manchester United       | £29,100,000 | [ 26 ] [ 27 ] |
| 7/2006  | Andriy Shevchenko    | Milan                   | Chelsea                 | £30,800,000 | [ 28 ]        |
| 8/2008  | Robinho              | Real Madrid             | Manchester City         | £32,500,000 | [ 29 ]        |
| 7/2009  | Cristiano Ronaldo    | Manchester United       | Real Madrid             | £80,000,000 | [ 30 ]        |
| 92013   | Gareth Bale          | Tottenham Hotspur       | Real Madrid             | £85,300,000 | [ 31 ]        |
| 7/2016  | Paul Pogba           | Juventus                | Manchester United       | £89,700,000 |               |